# 가톨릭 사라토프 교구
가톨릭 사라토프 교구 또는 사라토프의 성 클레멘스 교구(라틴어: Dioecesis Saratoviensis Sancti Clementis, 러시아어: Епархия Святого Климента в Саратове)는 가톨릭 모스크바 대교구의 관하 교구이다.
1999년 11월 23일 유럽 러시아 교황청 관리구에서 유럽 러시아 남부 교황청 관리구가 분할되었다가 2002년 2월 11일 사라토프의 성 클레멘스 교구로 승격되었다.

## 역대 교구장
- 유럽 러시아 남부 교황청 관리구장
  - 클레멘스 피켈 주교 (1999.11.23 – 2002.02.11)
- 사라토프의 성 클레멘스 교구장 주교
  - 클레멘스 피켈 주교 (2002.02.11 - )